# NGC 4876
NGC 4876 (również PGC 44658) – galaktyka eliptyczna (E5), znajdująca się w gwiazdozbiorze Warkocza Bereniki. Odkrył ją Guillaume Bigourdan 16 maja 1885 roku. Jest to galaktyka z aktywnym jądrem typu LINER.